# Сентрал (Тенеси)
Сентрал (енгл. Central) насељено је место без административног статуса у америчкој савезној држави Тенеси.

## Демографија
По попису из 2010. године број становника је 2.279, што је 438 (-16,1%) становника мање него 2000. године.
| Група             | 2000.         | 2010.         |
| Белци             | 2.679 (98,6%) | 2.169 (95,2%) |
| Афроамериканци    | 5 (0,2%)      | 17 (0,7%)     |
| Азијати           | 3 (0,1%)      | 12 (0,5%)     |
| Хиспаноамериканци | 13 (0,5%)     | 39 (1,7%)     |
| Укупно            | 2.717         | 2.279         |